# Éditions Albin Michel
Éditions Albin Michel és una editorial francesa independent, fundada el 1900 per Albin Michel a París. Dirigida per Francis Esménard, presenta cada temporada tant a autors consagrats com a joves valors. El seu autor de capçalera i amb major tiratge és Amélie Nothomb, que publica aproximadament un llibre per any i sempre és dels més venuts a França i a Bèlgica.

## Autors destacats
- Ramona Badescu
- Irène Némirovsky
- Amélie Nothomb
- Philip K. Dick
- Maxence Van Der Meersch
- Jean-Pierre Willem
- Louis Lavelle
- David Walliams
- Bernard Werber

## El grup Albin Michel
- Magnard
- Vuibert
- Sedrap
- Le Grand livre du Mois
- De Vecchi
- Dervy
- Dilisco